# Línea MUR-083-1 (Interurbanos Murcia)
La línea MUR-083-1 de la red de autobuses interurbanos de la Región de Murcia une Murcia con Cartagena.

## Características
Esta línea une entre sí las estaciones de autobuses de Murcia (San Andrés) y Cartagena. Se trata de la línea interurbana más relevante de la Región de Murcia, pues une la capital con su 2.º municipio más poblado. Ofrece además una alternativa por carretera a los servicios ferroviarios entre ambas ciudades.
La gran mayoría de expediciones son directas por la Autovía de Murcia, sin paradas intermedias, en un trayecto de 45 minutos de duración. Existen varias expediciones con parada en el Hospital de La Arrixaca, y otras que además realizan ruta por la diputación cartagenera de El Albujón.
Esta línea será absorbida a lo largo del año 2025 por las nuevas líneas interurbanas 101A, 101B y 101D, con la entrada en vigor de la segunda fase de Movibus.
La línea no mantiene los mismos horarios todo el año, en verano se reducen el número de expediciones, además de los días excepcionales vísperas de festivo y festivos de Navidad en los que los horarios también cambian y se reducen.
Como su propia denominación indica, pertenece a la concesión MUR-083 "Murcia-Cartagena", y es operada por Interbus.

### Sublínea al aeropuerto
También se encuentran integradas en la línea todas las expediciones con origen/destino el Aeropuerto Internacional de la Región de Murcia.
Esta línea de autobús comenzó a funcionar el 15 de enero de 2019, con la apertura del nuevo aeropuerto. Tiene un carácter exprés, ya que no dispone de paradas intermedias. Además, sus salidas están coordinadas con las salidas y llegadas del aeropuerto.
Desde marzo de 2020 hasta verano de 2022, la línea estuvo suspendida temporalmente debido a la pandemia de COVID-19.
El coste de la ruta era de 5€ hasta 2023, fecha en la que se eliminó la tarifa.
En 2024, se volvió a poner en marcha durante todo el año, al precio de 1,85€ el billete.
Esta línea será absorbida a lo largo del año 2025 por la nueva línea interurbana 101C, con la entrada en vigor de la segunda fase de Movibus.

## Horarios
Los horarios que no sean cabecera son aproximados.

### Verano
Se considera por defecto la sublínea AUTOVÍA.
| Lunes a viernes laborables | Lunes a viernes laborables | Sábados laborables | Sábados laborables | Domingos y festivos | Domingos y festivos |
| Murcia > Cartagena         | Cartagena > Murcia         | Murcia > Cartagena | Cartagena > Murcia | Murcia > Cartagena  | Cartagena > Murcia  |
| 07:00                      | 06:30                      | 08:00              | 06:30              | 08:00               | 06:30               |
| 08:00                      | 08:00                      | 09:00              | 08:00              | 10:15               | 09:15               |
| 09:00                      | 09:00                      | 10:15              | 09:00              | 12:15               | 11:00               |
| 10:15                      | 10:00                      | 12:00              | 10:30              | 14:00               | 13:00               |
| 12:00                      | 11:15                      | 13:00              | 12:00              | 15:00               | 13:30               |
| 13:00                      | 13:00                      | 14:00              | 13:00              | 16:00               | 15:30               |
| 14:00                      | 13:30                      | 15:00              | 13:30              | 17:30               | 17:00               |
| 15:00                      | 15:00                      | 17:00              | 15:30              | 19:00               | 18:15               |
| 16:00                      | 16:00                      | 19:00              | 17:00              | 19:45               | 18:45               |
| 18:00                      | 17:00                      | 20:15              | 19:15              | 21:00               | 20:15               |
| 20:00                      | 19:00                      | 22:00              | 20:45              | 22:00               | 20:45               |
| 22:00                      | 21:00                      |                    |                    |                     |                     |

### Invierno
Se considera por defecto la sublínea AUTOVÍA.
| Lunes a viernes laborables | Lunes a viernes laborables | Sábados laborables | Sábados laborables | Domingos y festivos | Domingos y festivos |
| Murcia > Cartagena         | Cartagena > Murcia         | Murcia > Cartagena | Cartagena > Murcia | Murcia > Cartagena  | Cartagena > Murcia  |
| 07:00                      | 06:30                      | 08:00              | 06:30              | 08:00               | 06:30               |
| 08:00                      | 08:00                      | 09:00              | 08:00              | 10:15               | 09:00               |
| 08:00                      | 09:00                      | 10:15              | 09:00              | 12:15               | 11:00               |
| 09:00                      | 09:15                      | 12:00              | 10:30              | 14:00               | 13:00               |
| 10:00                      | 09:45                      | 13:00              | 12:00              | 15:00               | 13:45               |
| 11:00                      | 11:15                      | 14:00              | 13:00              | 16:45               | 15:30               |
| 12:00                      | 12:00                      | 15:00              | 13:45              | 17:45               | 16:45               |
| 12:45                      | 13:00                      | 16:45              | 15:30              | 19:00               | 18:00               |
| 13:45                      | 13:30                      | 17:45              | 16:45              | 19:45               | 18:45               |
| 14:00                      | 14:30                      | 19:00              | 18:00              | 21:00               | 20:15               |
| 15:00                      | 15:00                      | 19:45              | 18:45              | 22:00               | 20:45               |
| 16:00                      | 16:15                      | 21:00              | 20:15              |                     |                     |
| 17:00                      | 18:00                      | 22:00              | 20:45              |                     |                     |
| 19:00                      | 18:30                      |                    |                    |                     |                     |
| 19:45                      | 20:15                      |                    |                    |                     |                     |
| 21:00                      | 20:45                      |                    |                    |                     |                     |
| 22:00                      | 22:00                      |                    |                    |                     |                     |

### Aeropuerto - Murcia
| Todos los días                  |                                 |                                 |                                 |
| Murcia > Aeropuerto Reg. Murcia | Murcia > Aeropuerto Reg. Murcia | Aeropuerto Reg. Murcia > Murcia | Aeropuerto Reg. Murcia > Murcia |
| Murcia                          | AIRM                            | AIRM                            | Murcia                          |
| 07:30                           | 08:00                           | 08:15                           | 08:45                           |
| 09:00                           | 09:30                           | 09:45                           | 10:15                           |
| 10:15                           | 10:45                           | 11:00                           | 11:30                           |
| 12:00                           | 12:30                           | 12:45                           | 13:15                           |
| 13:15                           | 13:45                           | 14:00                           | 14:30                           |
| 15:00                           | 15:30                           | 16:00                           | 16:30                           |
| 17:00                           | 17:30                           | 17:15                           | 17:45                           |
| 18:15                           | 18:45                           | 19:00                           | 19:30                           |
| 19:30                           | 20:00                           | 20:15                           | 20:45                           |
| 20:45                           | 21:15                           | 21:30                           | 22:00                           |

### Aeropuerto - Cartagena
| Todos los días                     |                                    |                                    |                                    |
| Cartagena > Aeropuerto Reg. Murcia | Cartagena > Aeropuerto Reg. Murcia | Aeropuerto Reg. Murcia > Cartagena | Aeropuerto Reg. Murcia > Cartagena |
| Cartagena                          | AIRM                               | AIRM                               | Cartagena                          |
| 07:15                              | 08:00                              | 08:15                              | 09:00                              |
| 09:00                              | 09:45                              | 10:00                              | 10:45                              |
| 11:15                              | 12:00                              | 12:15                              | 13:00                              |
| 13:15                              | 14:00                              | 14:15                              | 15:00                              |
| 15:15                              | 16:00                              | 15:45                              | 16:30                              |
| 16:30                              | 17:15                              | 17:45                              | 18:30                              |
| 19:00                              | 19:45                              | 19:45                              | 20:30                              |
| 20:30                              | 21:15                              | 21:30                              | 22:15                              |

## Recorrido y paradas

### Sentido Cartagena
| Denominación de parada                                   | Común con                   | Municipio    |
| -------------------------------------------------------- | --------------------------- | ------------ |
| Estación de Autobuses de Murcia                          | 31 32A 34 36                | Murcia       |
| Parada de las expediciones ruta y pasantes por El Palmar |                             |              |
| Avenida de Las Palmeras                                  |                             | Murcia       |
| Paradas de las expediciones ruta                         |                             |              |
| Garcerán I                                               |                             | Fuente Álamo |
| El Albujón - Centro                                      | 14                          | Cartagena    |
| Miranda                                                  | 14                          | Cartagena    |
| Santa Ana                                                |                             | Cartagena    |
| Ctra. de Murcia - Polígono de Santa Ana                  | 14                          | Cartagena    |
| Alfonso XIII - Arias                                     | 7 14                        | Cartagena    |
| Juan Carlos I - Hotel Manolo                             | 7 14 41                     | Cartagena    |
| Alameda de San Antón - Soldado Rosique                   | 5 6 7 9 12 14               | Cartagena    |
| Alfonso XIII - ONCE                                      | 1 2 4 5 6 7 12 14 18 24 42A | Cartagena    |
| Terminal de línea                                        |                             |              |
| Estación de Autobuses Cartagena                          | 21 30 41 42C 43 45 47 411   | Cartagena    |

### Sentido Murcia
| Denominación de parada                                   | Común con                   | Municipio    |
| -------------------------------------------------------- | --------------------------- | ------------ |
| Estación de Autobuses Cartagena                          | 21 30 41 42C 43 45 47 411   | Cartagena    |
| Parada de las expediciones ruta                          |                             |              |
| Alfonso XIII - ONCE (Frente)                             | 1 2 4 5 6 7 12 14 18 24 42A | Cartagena    |
| Alameda de San Antón - Reina Victoria                    | 5 6 7 8 12 14               | Cartagena    |
| Juan Carlos I - Hotel Manolo (Frente)                    | 7 14 41                     | Cartagena    |
| Alfonso XIII - Castilla                                  | 7 14                        | Cartagena    |
| Ctra. de Murcia - Polígono de Santa Ana                  | 14                          | Cartagena    |
| Santa Ana                                                |                             | Cartagena    |
| Miranda                                                  | 14                          | Cartagena    |
| El Albujón - Centro                                      | 14                          | Cartagena    |
| Garcerán II                                              |                             | Fuente Álamo |
| Parada de las expediciones ruta y pasantes por El Palmar |                             |              |
| Arrixaca II                                              | 13 32B                      | Murcia       |
| Terminal de línea                                        |                             |              |
| Estación de Autobuses de Murcia                          | 31 32A 34 36                | Murcia       |